# میخائیل میریلاشویلی
میخائیل میریلاشویلی (به گرجی: მიხეილ მირილაშვილი) (به عبری: מיכאל מירילשוילי‎) (زاده ۱ مه ۱۹۶۰)؛ میلیاردر و تاجر گرجی اهل اسرائیل و روسیه است. گروه بازرگانی و شرکت‌های وی اغلب در زمینه املاک و مستغلات ،صنعت نفت و انرژی و ساخت کازینو فعالیت می‌کنند.

## فعالیت‌ها
میریلاشویلی هم‌اکنون به عنوان رئیس شرکت پترومیر و مدیر Lukoil North West Petroleum فعالیت می‌کند. میریلاشویلی مالک یک کانال تلویزیونی در سن پترزبورگ است. وی همچنین دارای مراکز تجاری متعددی در سن پترزبورگ دارد و رئیس بزرگترین شرکت قمار این شهر «CONTI» می‌باشد که شش کازینو در سطح شهر دارد. خانواده او یکی از بنیان‌گذاران شبکه اجتماعی وی کی هستند که سهام خود را درسال ۲۰۱۳ به ارزش ۱٫۲ میلیارد دلار فروختند. خانواده وی در سال ۲۰۱۳ سرمایه‌گذاری در پروژه‌های حفاری گاز در اسرائیل را آغاز کردند.